# یلمشتورف
یلمشتورف (به آلمانی: Jelmstorf) یک شهر در آلمان است که در Bevensen-Ebstorf واقع شده‌است. یلمشتورف ۸۸۰ نفر جمعیت دارد.